# Cartigny-l'Épinay
Cartigny-l'Épinay è un comune francese di 302 abitanti situato nel dipartimento del Calvados nella regione della Normandia.

## Società

### Evoluzione demografica
Abitanti censiti